# Speleonectes kakuki
Speleonectes kakuki är en kräftdjursart som beskrevs av Daenekas, Iliffe, Yager och Stefan Koenemann 2009. Speleonectes kakuki ingår i släktet Speleonectes och familjen Speleonectidae. Inga underarter finns listade i Catalogue of Life.